# Rio Barra Nova
O Rio Barra Nova é um curso de água que divide os bairros (praias) do Icaraí e Tabuba, no município de Caucaia, no estado do Ceará.
A sua foz, se faz pela formação de um maceió, no qual há uma lagoa rodeada por praia, propícia ao banho, à pratica de kitesurf e à pesca artesanal.